# Verre diatrète

La Coupe Trivulzio de Milan, IVe siècle.

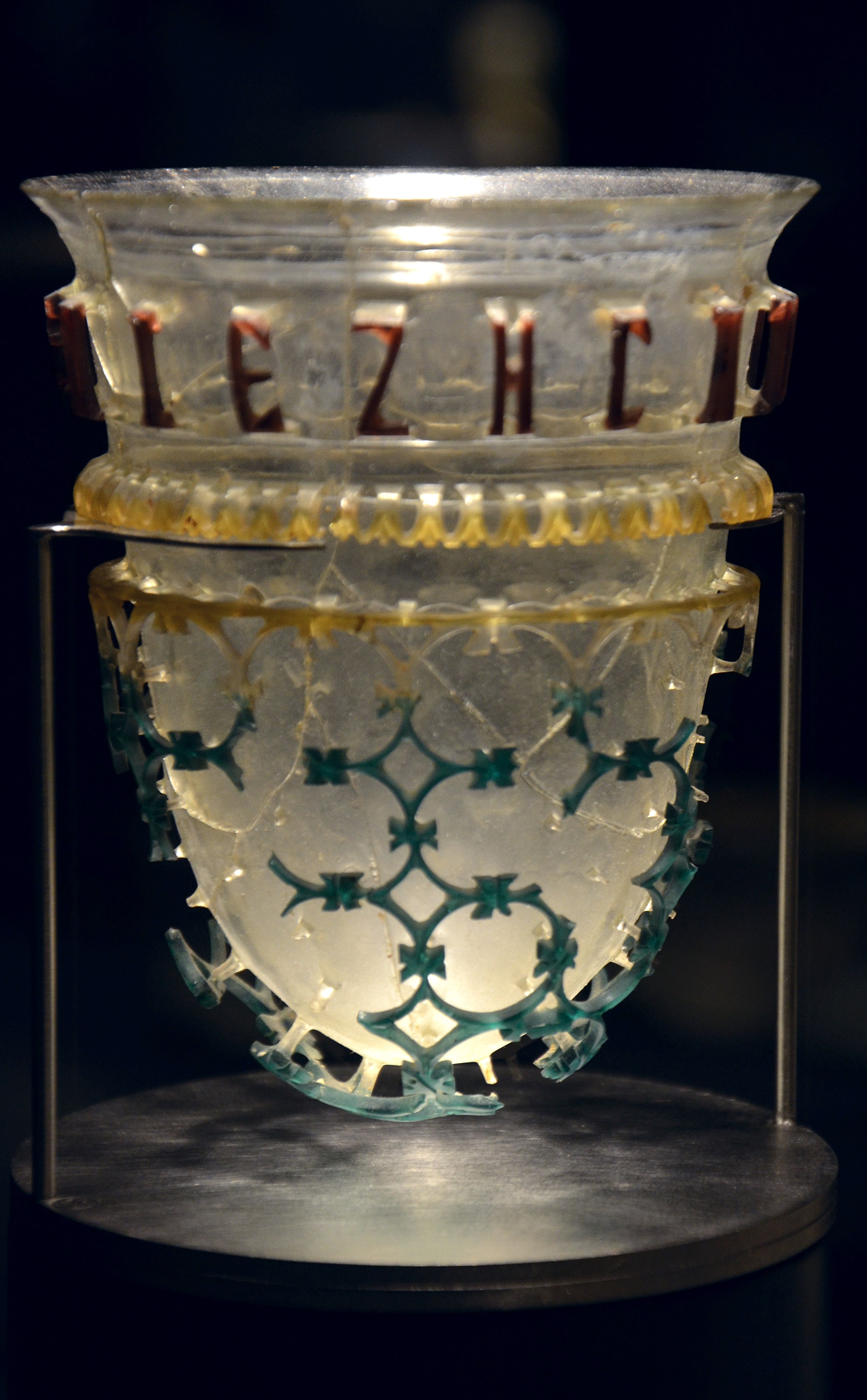
Le verre diatrète de Braunsfeld, du IVe siècle, conservé à Cologne.

Un vase diatrète (en latin : vas diatretum), ou verre en cage, ou encore vase réticulé, est un type de vase en verre ouvragé de la fin de l'époque romaine, autour du ive siècle, considéré comme l'aboutissement des réalisations romaines dans la technique du verre. Un vase diatrète se compose d'une coupe intérieure en verre et d'une cage extérieure décorative qui se détache du corps du récipient, auquel elle est rattachée par de courtes tiges ou entretoises, le tout également en verre. Une cinquantaine de ces vases sont parvenus jusqu'à nous, parfois en bon état, ou plus souvent, sous forme de fragments ; seuls quelques exemplaires sont presque complets. La plupart ont une cage à motifs géométriques circulaires, souvent avec une inscription ou une sentence en lettres au-dessus de la zone réticulée. Certains sont pourvus d'une bride ou d'une zone de moulure en saillie supportant le lettrage, au-dessus des motifs inférieurs (cas illustré par la coupe de Cologne).
Encore plus rares sont les exemples avec des scènes en relief, dont la coupe de Lycurgue du British Museum est le seul exemplaire complet à avoir survécu, bien qu'il existe d'autres fragments du même type : sur ce vase, la cage est constituée d'une vigne emprisonnant l'infortuné Lycurgue. Aucun de ces vases n'a de pied. Ces objets de fabrication difficile étaient sans doute très coûteux, au moins autant que les objets romains en camée de verre, comme le vase Portland. Dans les deux cas, la technologie mise en œuvre pour les fabriquer, ainsi que leur utilisation, font l'objet de débats parmi les spécialistes.

## Technologie
Les vases à cage en verre diatrète sont évoqués dans la littérature latine : les divers objets cités sont datés du premier tiers au milieu du ive siècle, dans la même période tardive que les vases en verre camée, du type du vase Portland. Ils semblent faits de verres de composition similaire, et certains vases tardifs sont manifestement des combinaisons des deux techniques du verre camée et du verre diatrète. La principale division entre ces différents types de récipients se situe entre les tasses à figures, accompagnées ou non de motifs réticulés, et celles qui n'en comportent pas. Certains vases diatrètes ont leurs inscriptions placées sur des brides moulurées. La plupart ont une forme de gobelets étroits, mais d'autres plus larges sont en forme de bols.

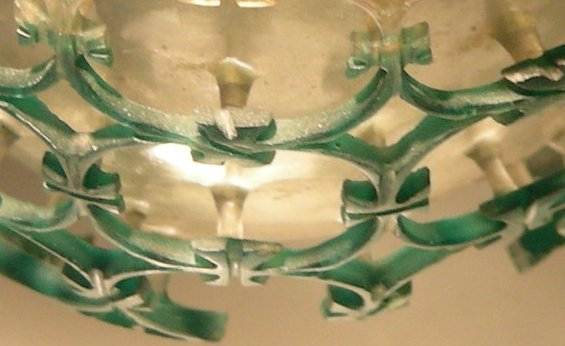
Détail du vase réticulé de Cologne, IVe siècle, montrant les entretoises à pieds adoucis.

Depuis la première publication sur le sujet en 1680, il a été généralement admis que les coupes à cage étaient fabriquées en taillant et en érodant un récipient de verre épais et solide, technique laborieuse à laquelle les Grecs et les Romains étaient très expérimentés en raison de leur passion pour les sculptures en pierre dure et la gravure des pierres semi-précieuses. Une théorie alternative, autrefois rejetée, mais récemment relancée, suggère que cela n'est vrai que pour le bord des récipients et la découpe de la cage, mais pas pour l'assemblage du gobelet et de sa cage : ceux-ci auraient été fabriqués séparément et soudés à chaud. Par exemple, il est affirmé que les joints lisses sur la coupe de Munich montrent la fusion de la cage avec la coupe principale, mais que la cage elle-même est sculptée. Ces joints lisses sont également visibles sur les coupes de Cologne et de Pljevlja. Cependant, cela reste controversé, et une coupe fragmentaire, trouvée à Corinthe dans les années 1960, ne montrerait aucune preuve d'articulations là où la cage rencontre le récipient, lorsqu'elle est examinée au microscope.

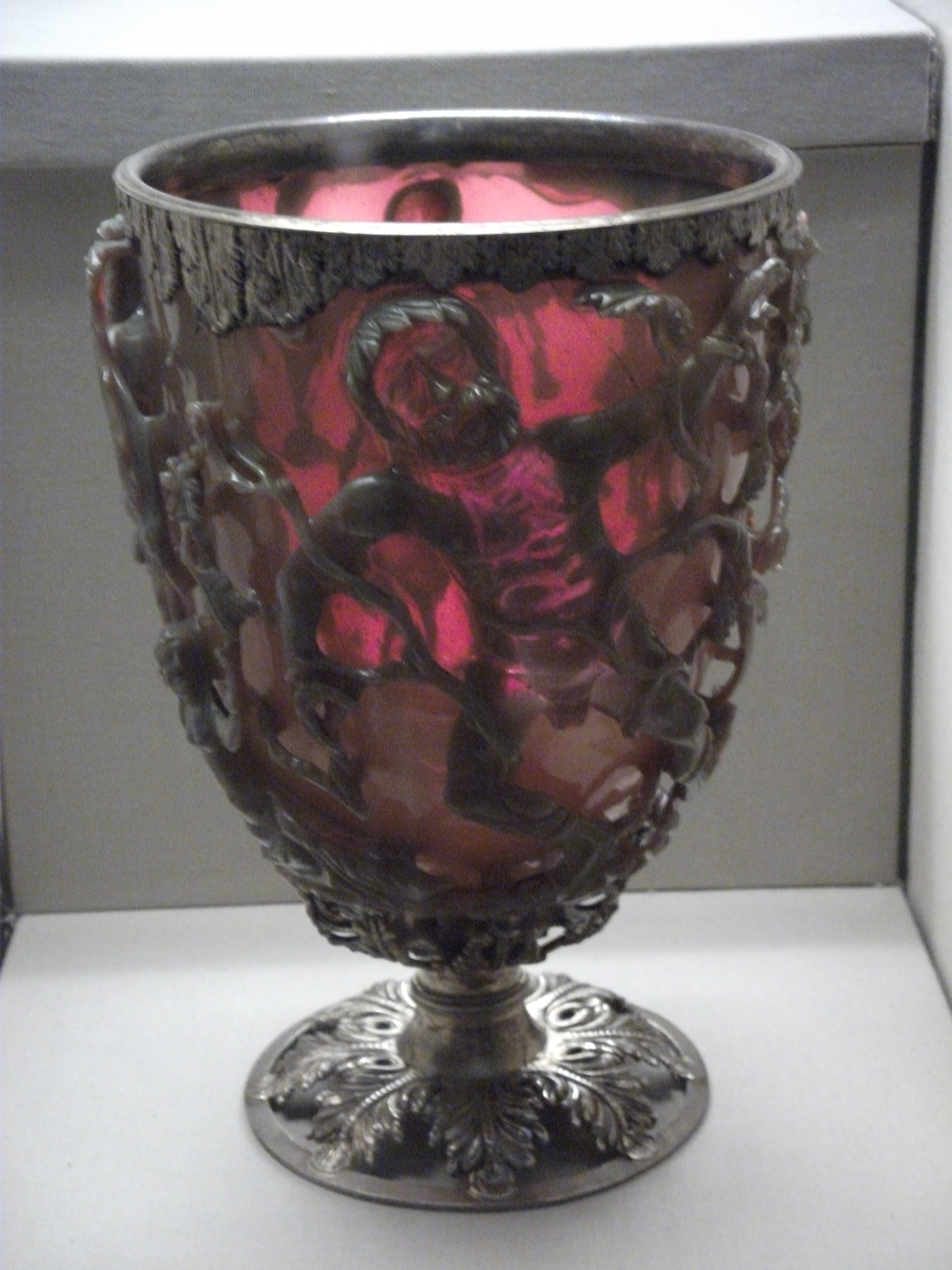
La coupe de Lycurgue, en verre dichroïque, éclairée par transparence. Le rebord et le pied métalliques sont modernes.

En dehors des gemmes sculptées, il existe un petit fragment d'un motif ajouré en argent réticulé, qui a survécu dans un grand trésor d'argent romain, découpé au ve siècle sous forme de lingots et enterré en Écosse à Trapain Law, conservé au Royal Museum of Scotland. Le fragment montre un motif basé sur des cercles, très similaire au verre diatrète, suggérant que le même style peut avoir été employé en orfèvrerie sur plaque d'argent, sans qu'on puisse savoir laquelle des deux techniques est apparue la première.
Certains exemplaires ajoutent de la difficulté au processus de fabrication par la réalisation de différentes couleurs sur la cage, comme les coupes de Milan et de Cologne, mais la plupart sont en verre normal, comme ceux de Munich et de Corning. Le meilleur exemple de la technologie spéciale du verre dichroïque, qui change de couleur suivant qu'il est traversé ou non par la lumière, est la coupe de Lycurgue, au British Museum.

## Fonction
La fonction des coupes diatrètes est incertaine. Les inscriptions qu'elles portent laissent penser qu'elles étaient utilisées lors de cérémonies de libations festives, mais il a été remarqué que la forme du bord tourné des récipients et l'absence de support sur l'ensemble des coupes connues les rapprochaient toutes de la coupe du musée du verre de Corning, qui était presque sûrement une lampe à huile conçue pour être suspendue, si l'on considère les petits accessoires en alliage de cuivre trouvés avec elle : une bande ronde ajustée sous le rebord, et trois pièces faites de chaînes fixées à des tiges réunies à un anneau commun attaché à une tige unique, un arrangement connu sur beaucoup de lampes romaines, d'un type à trois attaches, très semblable à celui des suspensions de jardin modernes. Cependant, les dédicaces conviviales inscrites sur plusieurs exemplaires de coupes diatrètes sont comparables à celles des coupes en verre d'or romaines de la même époque, principalement à Rome.

## Caractères

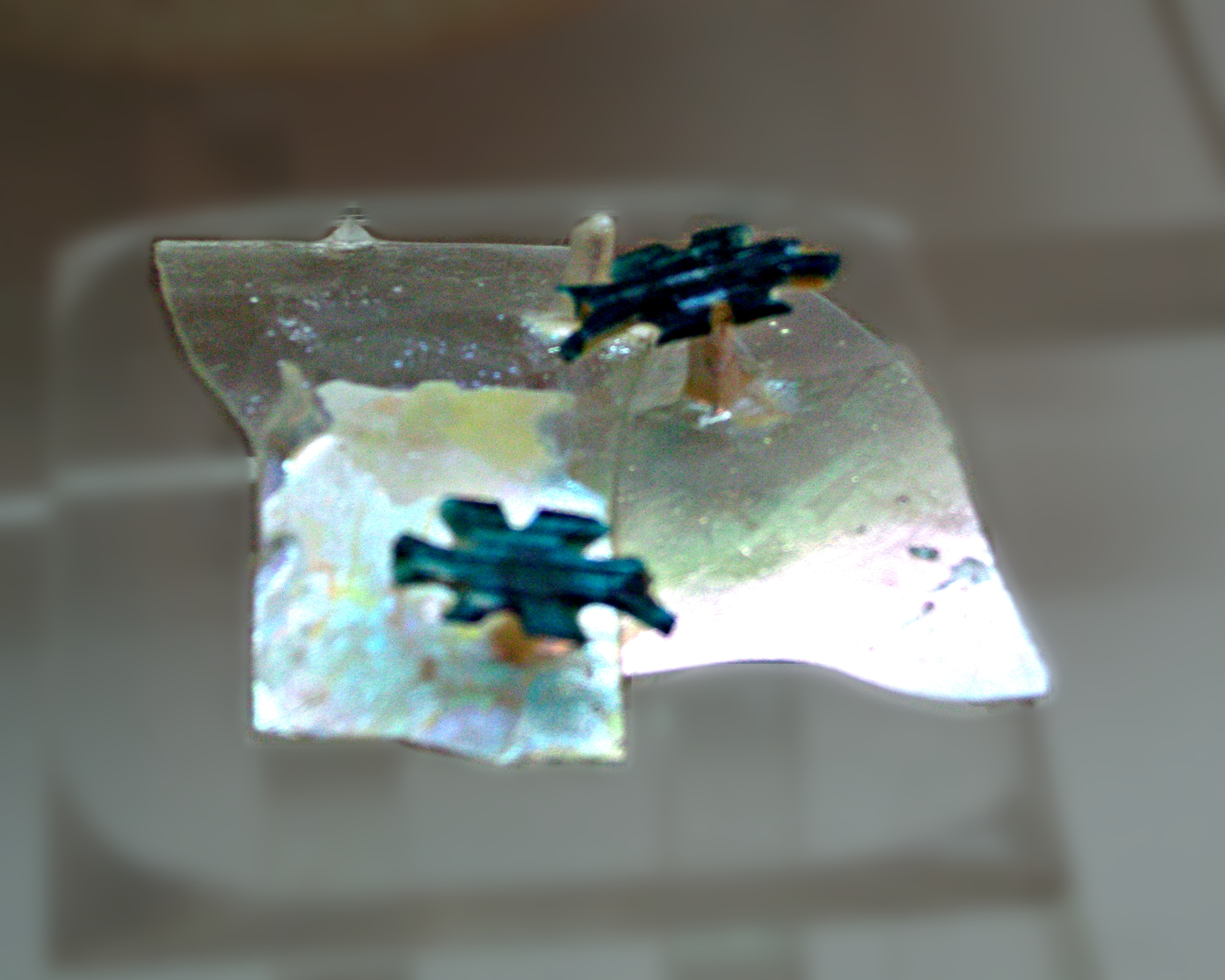
Fragments trouvés en Tunisie

La coupe de Lycurgue n'a pas de bord évasé, mais elle peut avoir été modifiée ou équipée d'un cerclage en métal comme celui, moderne, qu'elle possède maintenant. La coupe Constable-Maxwell et la coupe Corning ont un profil plus en forme de bol que de gobelet, beaucoup plus large que les autres exemples bien connus. Sinon, par leur forme, en dehors de l'absence de toute inscription, elles sont très similaires aux coupes plus étroites. Les vases diatrètes peuvent donc être regroupés en deux catégories : l'une sans inscription en forme de bol, l'autre en forme de gobelet, avec une inscription. Les larges tasses à fond arrondi, qui encouragent une consommation rapide, parce qu'on ne peut les reposer sur une table qu'entièrement vidées et retournées, sont connues de diverses cultures.

## Origine
Le verre romain décoratif de la plus haute qualité a tendance à être attribué à Rome ou à Alexandrie, celle-ci étant mentionnée comme lieu de fabrication de verrerie sur-travaillée par le satiriste Martial, au ier siècle, et d'autres sources, mais les découvertes de vases diatrètes proviennent majoritairement de sites romains le long du Rhin, ou à proximité, ce qui suggère qu'ils ont été produits dans la région, peut-être à Augusta Treverorum, la Trèves moderne, la plus grande ville de l'Allemagne romaine, qui a été la résidence principale de Constantin Ier pendant de nombreuses années, coïncidant avec la période où les coupes réticulées semblent avoir été fabriquées. Une autre possibilité est Colonia Claudia Ara Agrippinensium, la Cologne moderne. Cependant, plusieurs découvertes plus récentes, notamment les coupes Corning et Constable-Maxwell, proviennent de l'Empire romain d'Orient : il peut y avoir eu deux centres de production.

## Catalogue

### En forme de gobelet

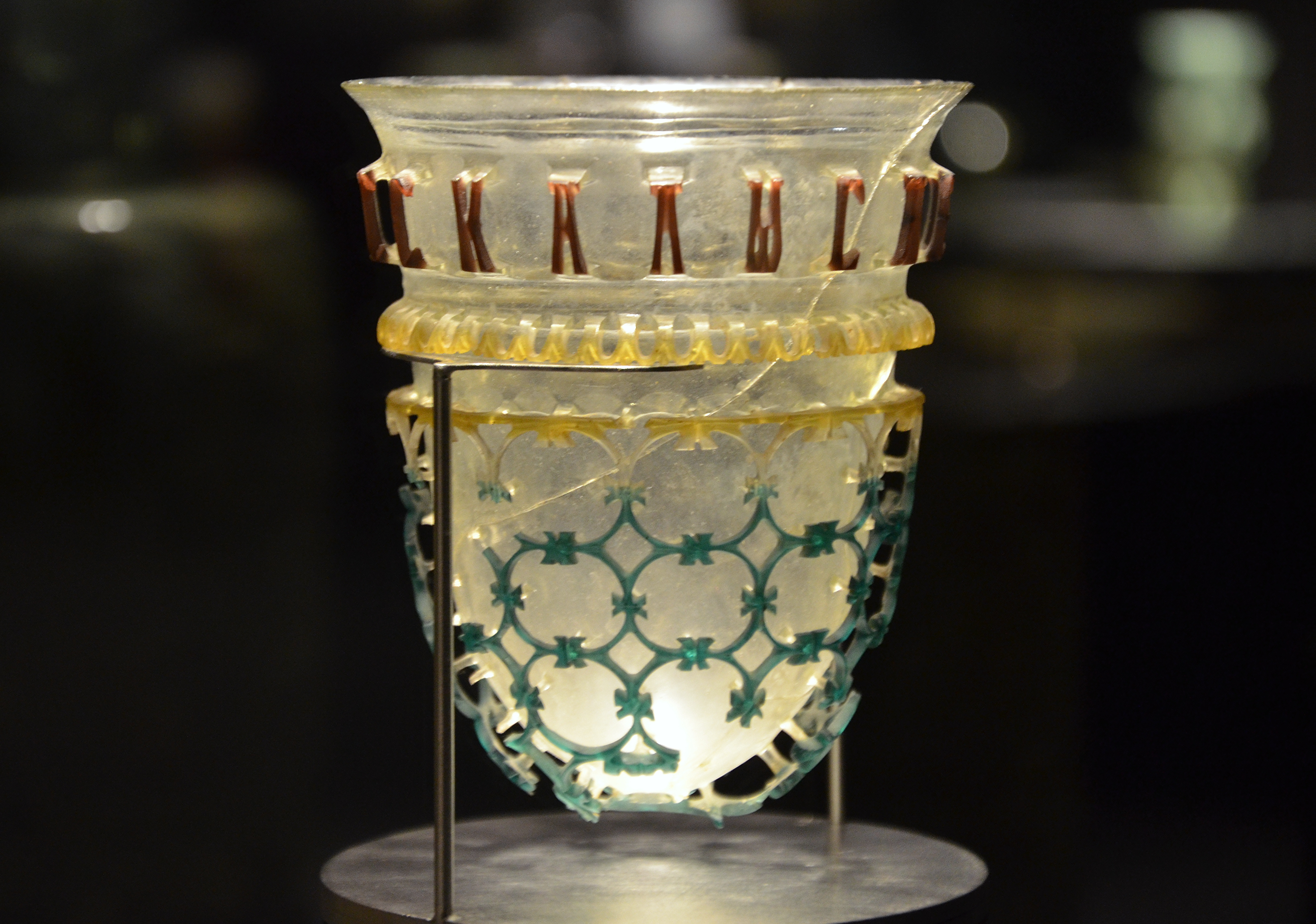
La coupe de Cologne, au Musée romain-germanique.

- La Coupe de Cologne, au Musée romain-germanique. L'inscription grecque se lit : ΠΙΕ ΖΗCΑΙC ΚΑΛѠC ΑΕΙ (= ΠΙΕ ΖΗΣΑΙΣ ΚΑΛΩΣ ΑΕΙ) / pié zèsais kalôs aei : « Buvez, vivez bien pour toujours ».

Trouvée en 1960 à Braunsfeld, un quartier de Cologne. C'est quelque peu déroutant pour les archéologues, car le reste des objets funéraires trouvés dans la même tombe étaient très banals.

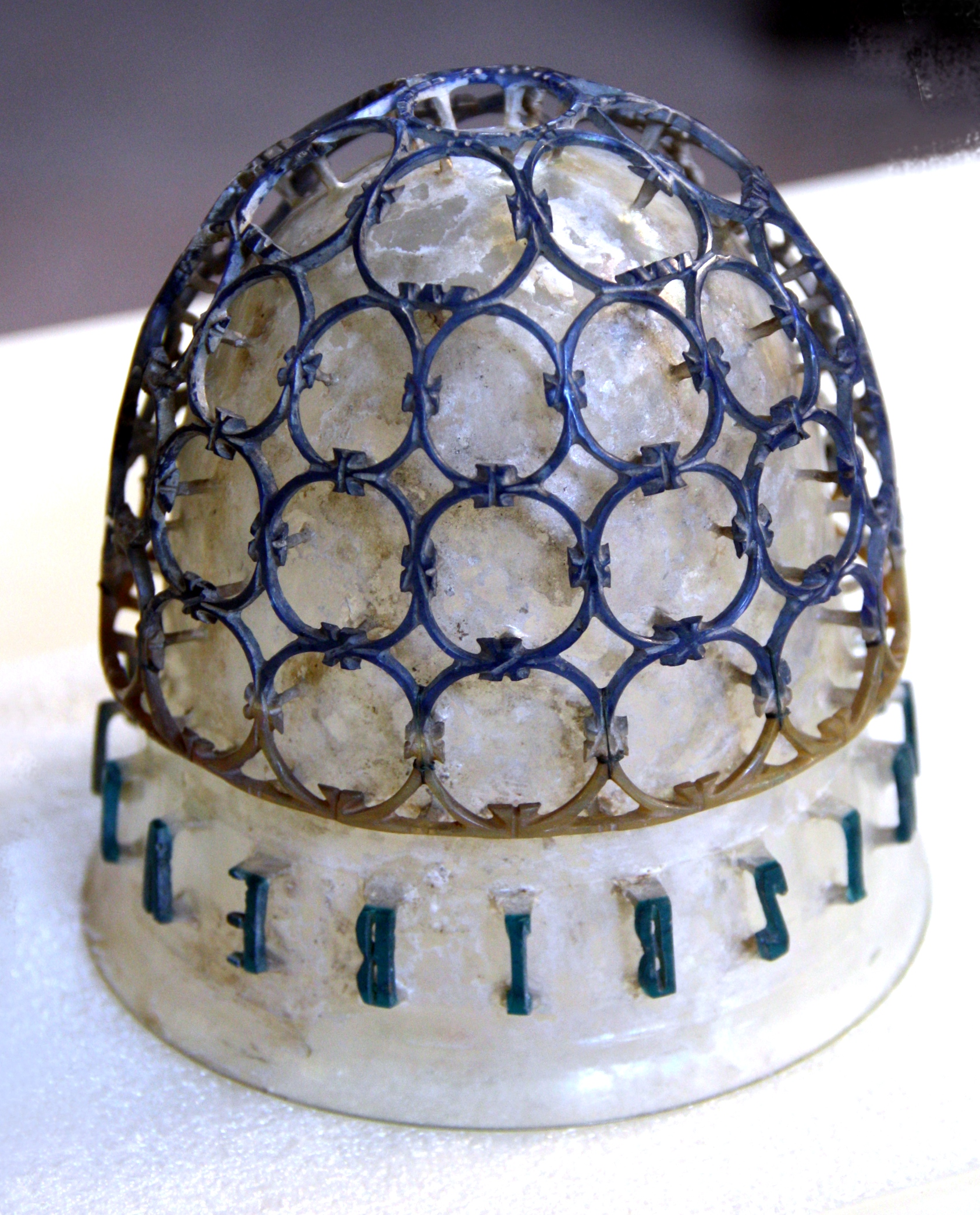
La coupe Trivulzio, à Milan.

- La Coppa diatreta Trivulzio, au Musée archéologique de Milan, le seul exemplaire intact, sans aucun dommage. Elle porte l'inscription latine BIBE VIVAS MVLTIS ANNIS : « Buvez, vous vivrez de nombreuses années ».

Cet objet du ive siècle, trouvé au xviie siècle dans un sarcophage entre les communes de Mandello Vitta et Castellazzo Novarese (Novara), a été acquis au xviiie siècle par l'abbé Trivulzio, puis en 1935 par la ville de Milan.

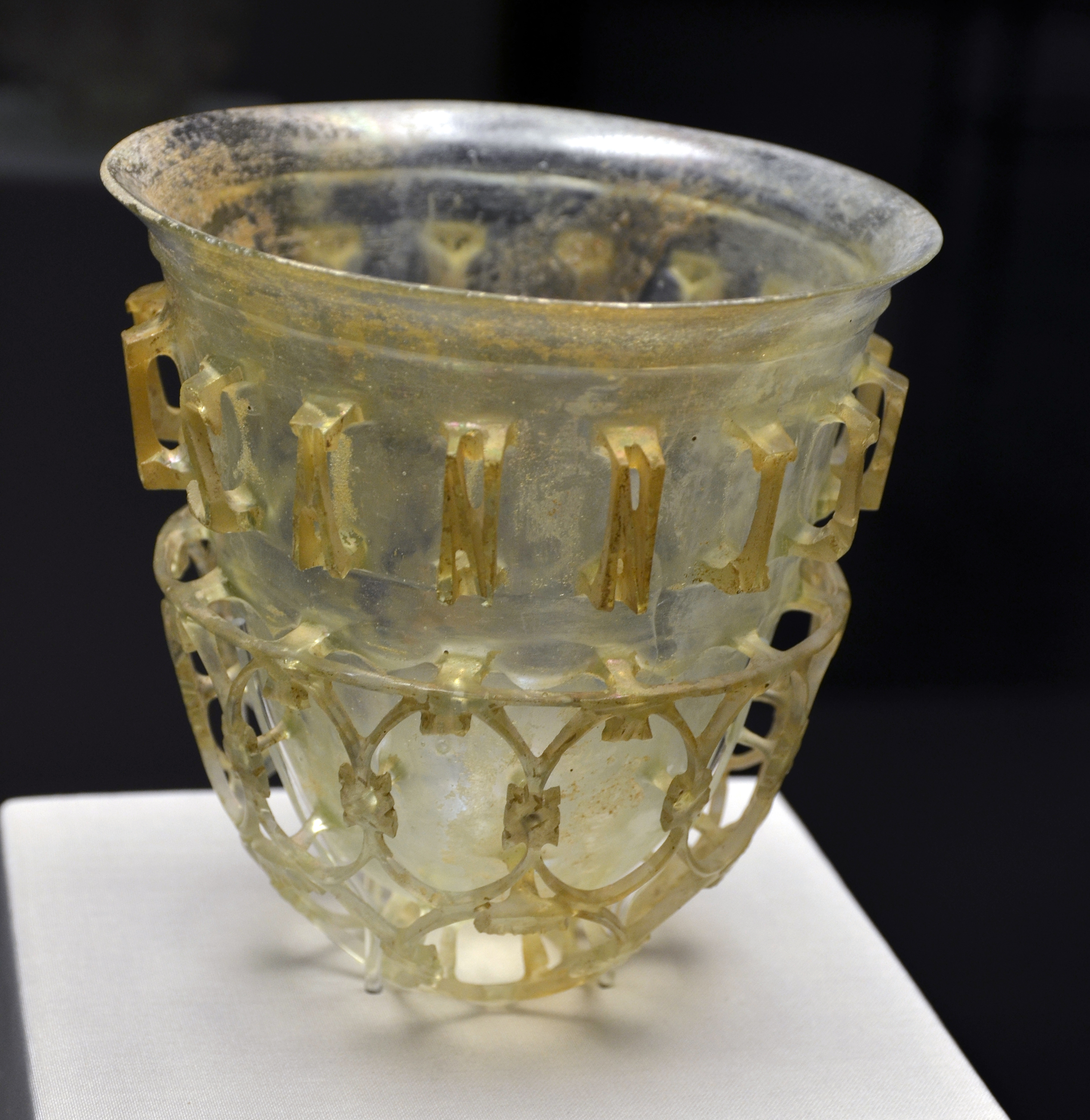
La coupe de Munich

- La Coupe de Munich, aux Staatliche Antikensammlungen de Munich, trouvée à Cologne, porte également l'inscription BIBE MVLTIS ANNIS (abréviation de BIBE VIVAS MVLTIS ANNIS).

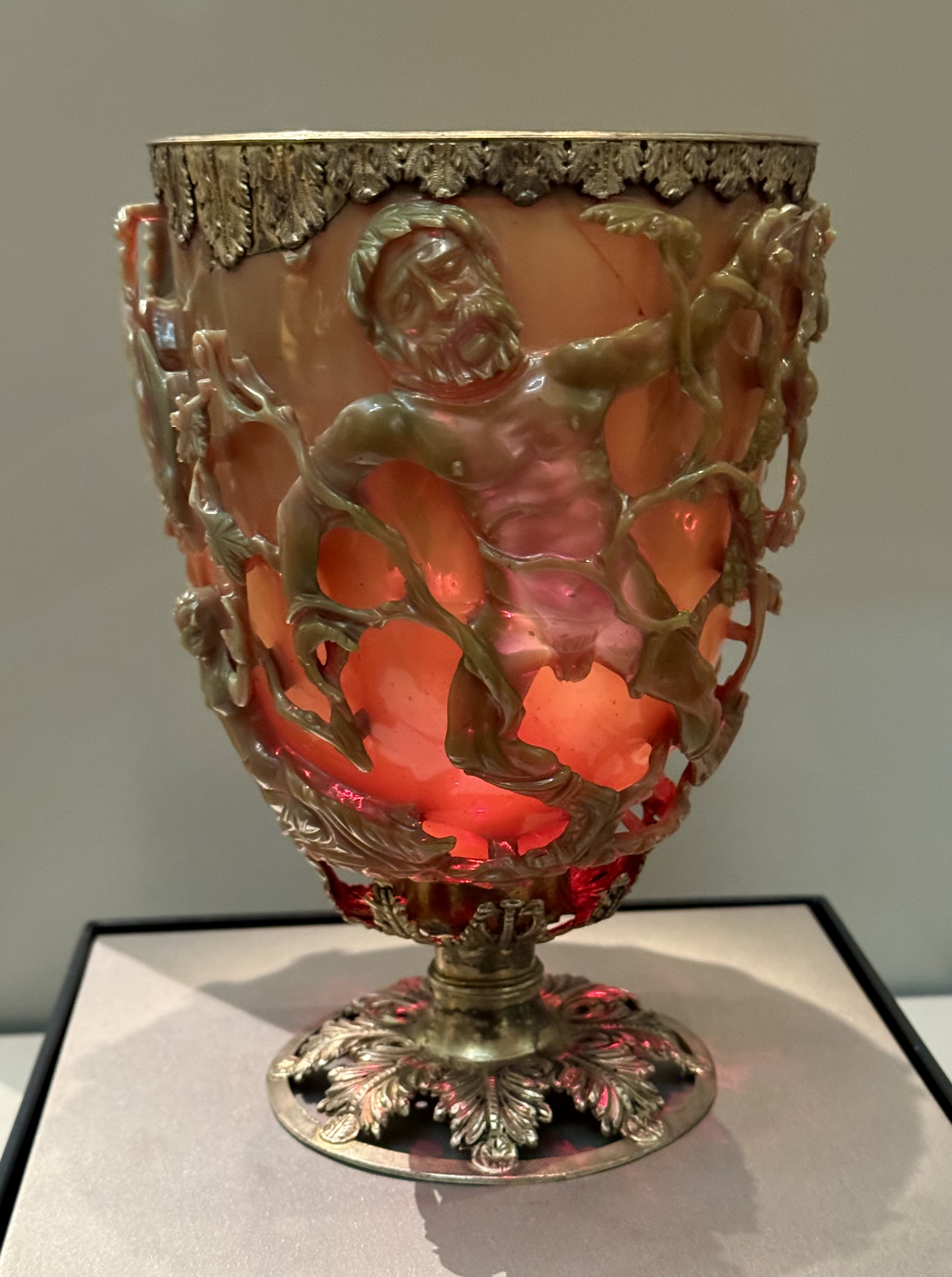
La coupe de Lycurgue.

- La coupe de Lycurgue, au British Museum. Aucune inscription, mais une scène mythologique gravée, avec des parties diatrètes. Le verre est dichroïque, changeant de couleur lorsqu'il est éclairé par transparence. Ses origines sont inconnues, mais il a probablement toujours été au-dessus du sol. Il est nettement plus grand que les gobelets géométriques, avec une hauteur de 158 mm[14].

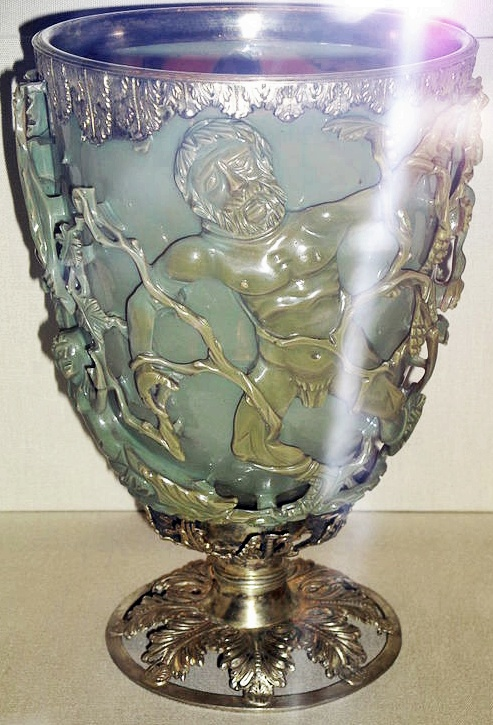
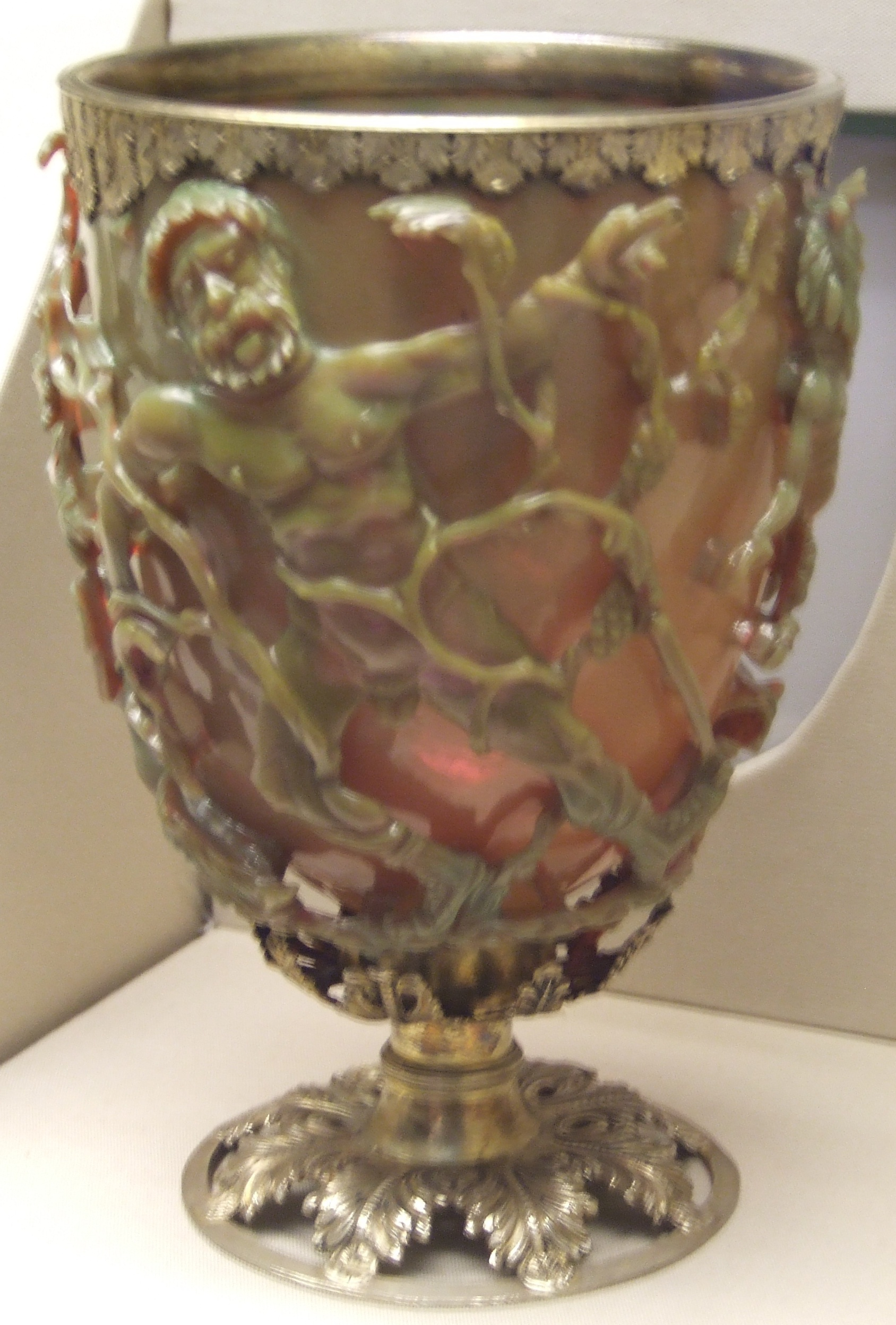
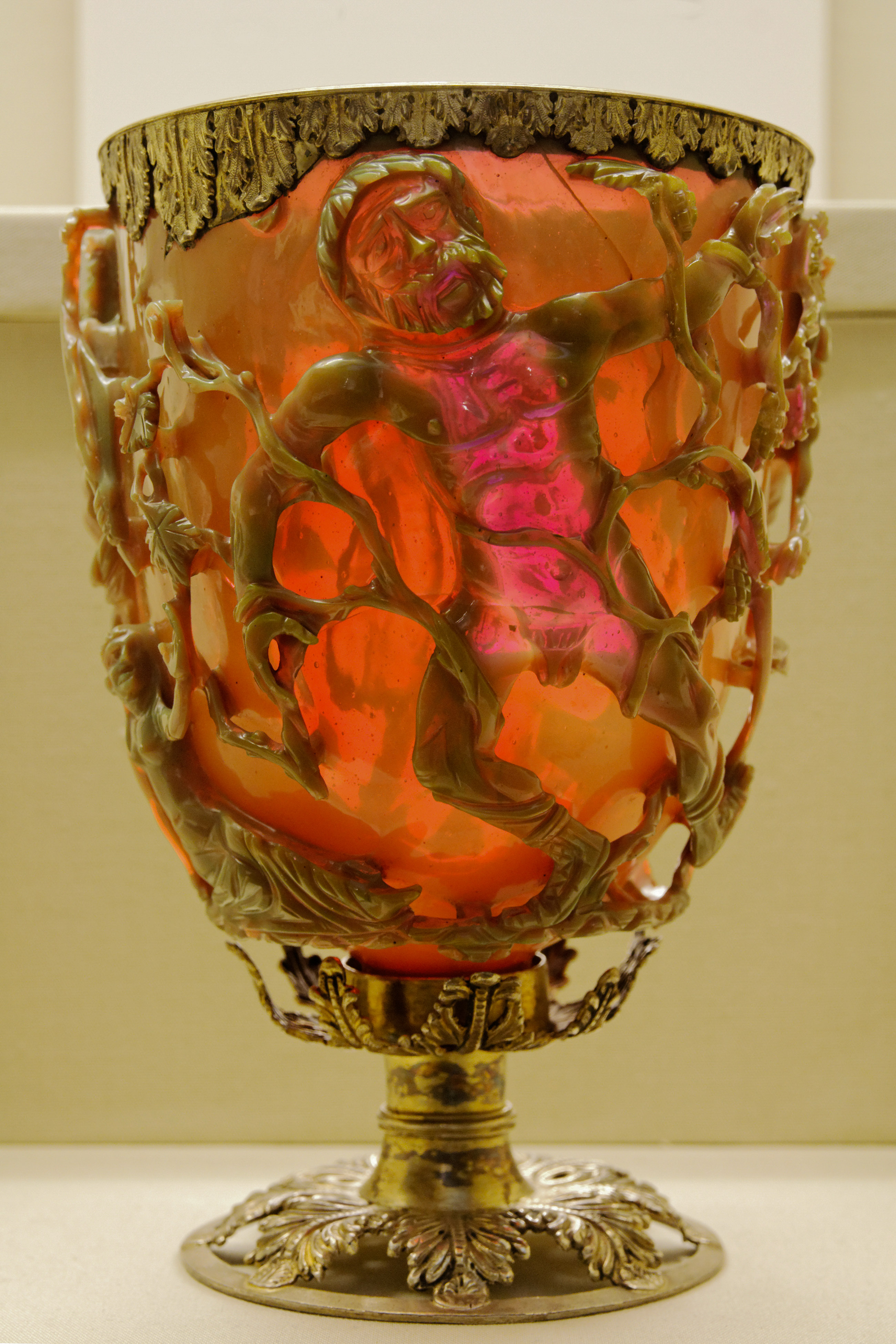

- Le Netzbecher (= gobelet réticulé) de Daruvar, au Kunsthistorisches Museum de Vienne, trouvé en 1785 à Daruvar, en Croatie. Le gobelet, fragmentaire, avec beaucoup de manques, atteignait 9,5 cm de haut. Il porte les lettres FAVENTIBVS, une expression de bonne chance (peut-être une abréviation pour faventibus ventis « avec des vents favorables », expression courante)[15].

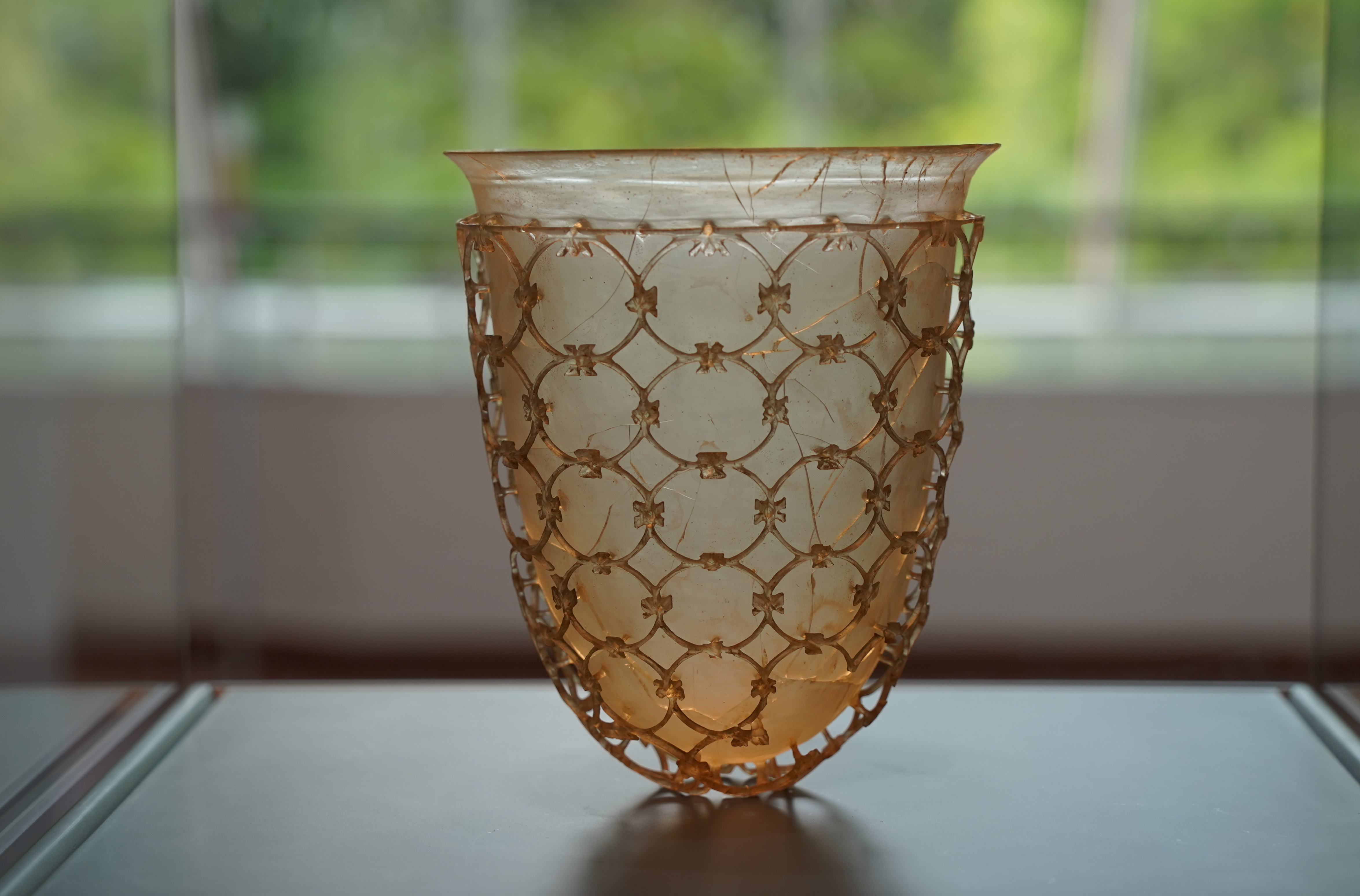
Coupe de Trèves

- La coupe diatrète du Rheinisches Landesmuseum, Trèves, trouvée en 1950 dans un sarcophage à Piesport-Niederemmel, de 18 cm de haut[16].

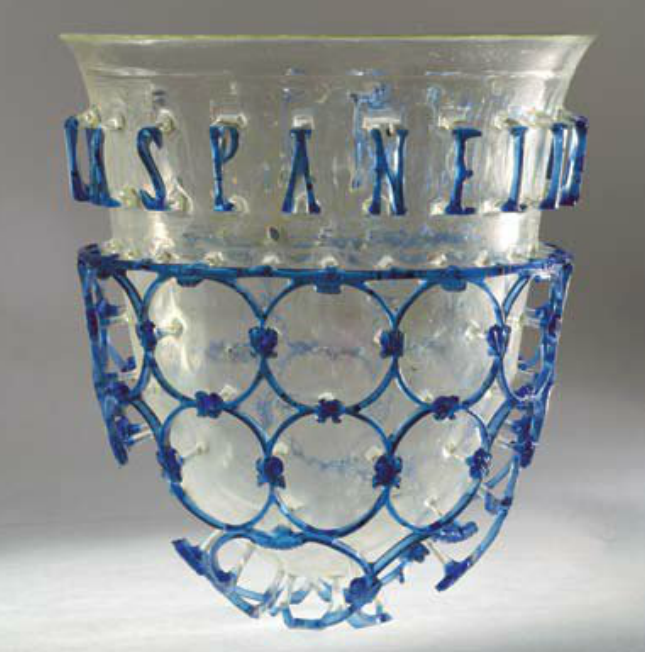
Coupe diatrète de Pljevlja, Monténégro.

- La coupe de Pljevlja, trouvée en 1975 à Komini/Komine près de la ville de Pljevlja au Monténégro ; du ive siècle, avec un corps clair et une cage bleue, l'inscription VIVAS PANELLENI BONA M[EMORIA] (« Vis, Panhellenius, en bonne mémoire »). Conservée au Musée patrimonial de Pljevlja (en)[17]

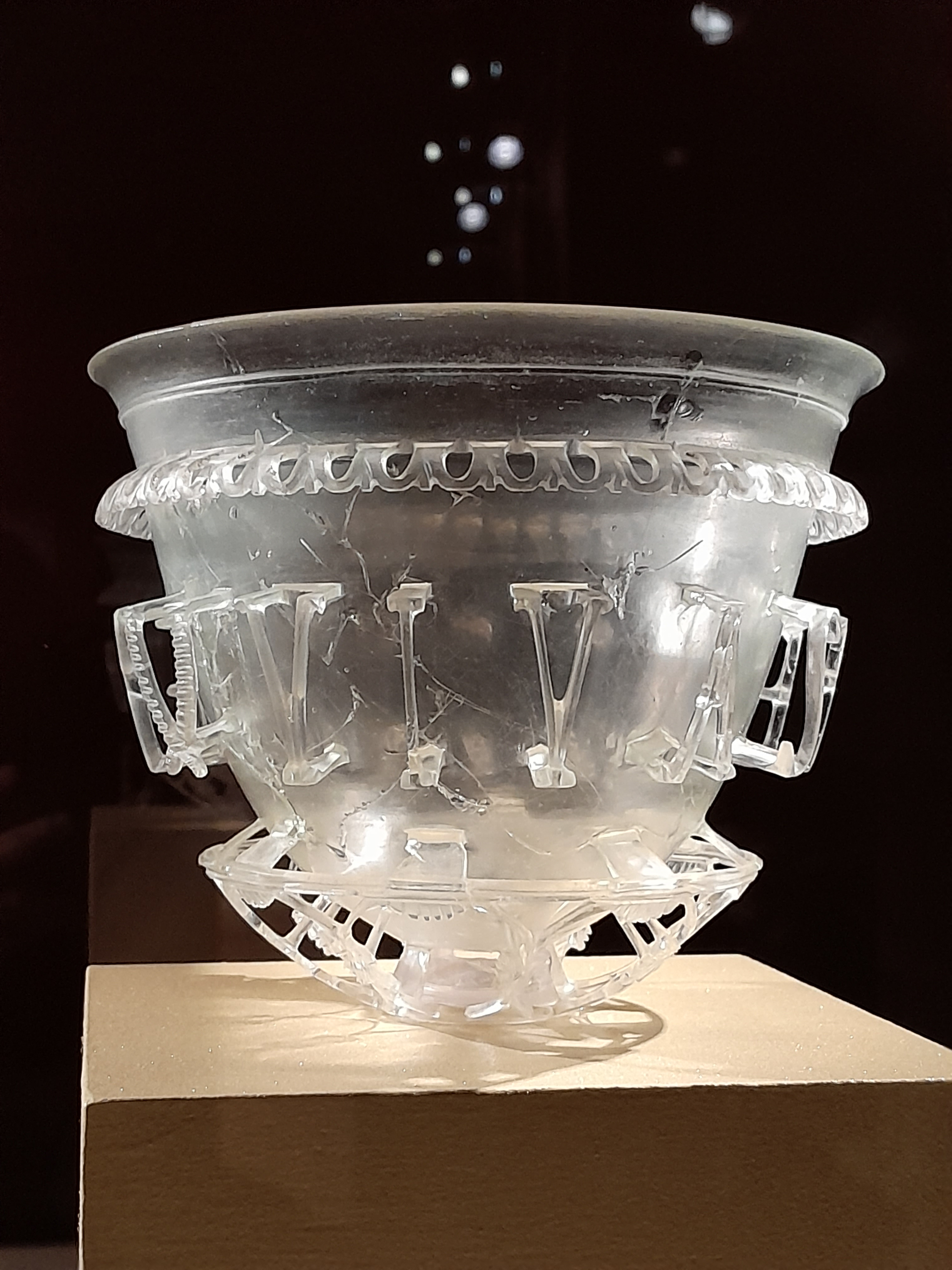
Coupe d'Autun, musée Rolin, Autun.

- La coupe d'Autun au Musée Rolin, découverte à l'été 2020, lors d'une fouille préventive d'une nécropole de 230 sépultures de l'ancienne Augustodunum romaine par l'Institut national de recherches archéologiques préventives (INRAP). Annoncé le 13 novembre 2020, le vase diatrète, trouvé parmi différents artefacts de valeur, est fragmenté, mais entier[18]. Il mesure 12 cm de haut pour un diamètre de 16 cm[19]. Il est orné de motifs décoratifs sculptés, rehaussés de lettres en relief formant les mots VIVAS FELICITER (« Vis en félicité » en latin)[19],[18]. Trouvé dans la sépulture d'un probable aristocrate éduen[18], il est le premier vase diatrète trouvé en France et sur le territoire de l'ancienne Gaule[19]. Des analyses d'imprégnation ont montré que ce vase contenait des huiles, plantes, fleurs, ainsi que de l'ambre gris, ce qui constitue la plus ancienne preuve archéologique de l'utilisation de cette précieuse substance aromatique[20].
- Un vase diatrète fragmentaire trouvé à Serdica (Sofia) en 2001, dans un sarcophage romain de la fin du ive siècle.
- Une coupe figurative, montrant apparemment le phare d'Alexandrie, trouvée dans un trésor à Begram, près de Kaboul, en Afghanistan.
- Un fragment découvert en 2009 à la domus dei Putti danzanti (villa des putti dansants) à Aquilée[21].

### En forme de coupe plus évasée
- La coupe en cage Corning, au Corning Museum of Glass, Corning, New York, en forme de bol plus large que les exemples précédents (7,4 cm de haut, 12,2 cm de large). Certainement destiné à la suspension, car les raccords en alliage de cuivre ont été trouvés en même temps que lui, comme décrit ci-dessus[22],[23].

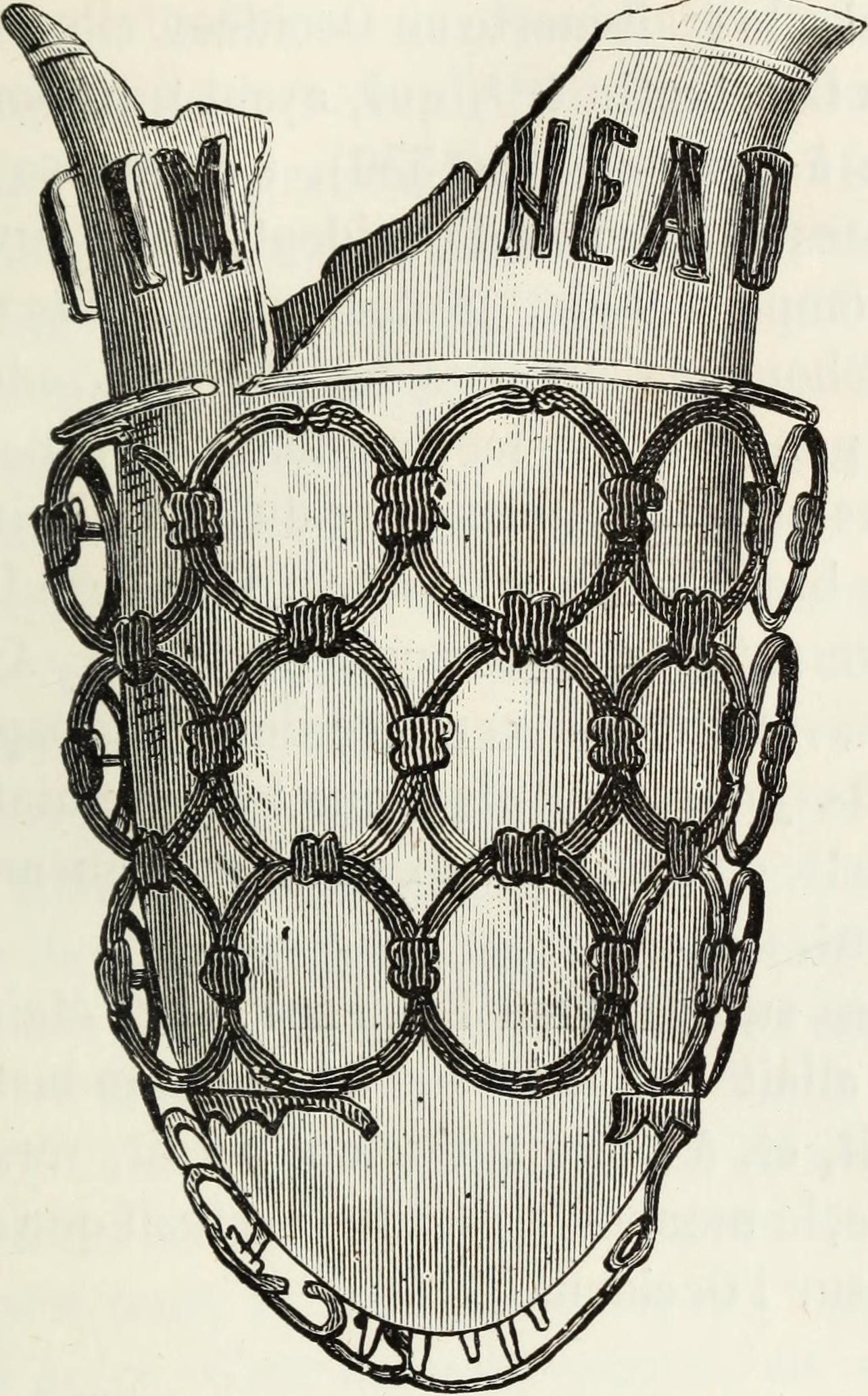
Vase diatrète de Hohen-Sülzen (disparu).

- La coupe Constable-Maxwell, un exemplaire large comme le vase Corning, 10 cm de haut, 18,2 cm de large. Il figure toujours dans une collection privée, vendu en 1979 pour 1,2 million de dollars US à la British Rail Pension Fund, puis en 1997 pour 2 311 000 £[24] et encore en 2004 pour 2 646 650 £, un prix record mondial pour un fragment de verre romain.
- Le bol de Hohen-Sülzen, le plus précieux des six verres trouvés en 1869 dans deux sarcophages romains. À l'exception de la bouteille de Dionysos, au Landesmuseum de Mayence, ces verres sont portés disparus depuis 1945[25].

## Sources
1. ↑  Martin, Susan Dunbar -  Imperitia: The Responsibility of Skilled Workers in Classical Roman Law American Journal of Philology – Volume 122, Spring 2001, pp. 107–129, in respect of a calicem diatretum – related law, mentioned by Ulpian.
2. ↑  En particulier, il a été suggéré que le vase de Lycurgue pouvait être lié aux événements politiques de 324.
3. ↑  Whitehouse, D., Late Roman cameo glass, in Annales du 11e Congres. 1990: Amsterdam.
4. ↑  Rosemarie Lierke,  Diatretglas, in « Antike Glastechnologie ».
5. ↑  Whitehouse, 83-84; Corning Cage Cup
6. ↑  Fleming, 110
7. ↑  Corning Museum of Glass
8. ↑  Cornelius Steckner, Pharokantharoi und Kylikeia. Dionysische Lichtgefäße in architektonischem Kontext, AIHV, Annales du 11e Congrès (Antwerp University Press), 1988, 257-270
9. ↑  Randers-Pehrson, 27-30
10. ↑  Broadman, 328
11. ↑  Bonhams
12. ↑  http://www.poliarcheo.it/romana/ITA/podcast/3.xml
13. ↑  British Museum
14. ↑  « Kunsthistorisches Museum » [archive du 3 octobre 2011] (consulté le 16 février 2010)
15. ↑  Randers-Pehrson, 29; Local tourist board; b/w photograph
16. ↑  From Clauss Slaby Epigraphik- Datenbank: "Belegstelle: ArchIug-1974-34 / EDCS-ID: EDCS-56900017 / Provinz: Dalmatia / Ort: Pljevlja / Municipium S[] /
Vivas Pan(h)elleni bona [m(emoria?)]"; Museums of Montenegro, p. 175, Government of Montenegro, does not supply the "H".
17. 1 2 3  "Tombes d’aristocrates éduens et nécropole de l’Antiquité tardive à Autun (Saône-et-Loire)" sur le site de l'Inrap
18. 1 2 3  "Un vase "exceptionnel" découvert dans les fouilles d'Autun" par AFP, Sciences et Avenir, 13 novembre 2020
19. ↑  « L'exceptionnel vase diatrète d'Autun contenait de l'ambre gris », actualités de l'Inrap, 22 octobre 2021.
20. ↑  « News story (in Italian) » [archive du 22 juillet 2011] (consulté le 27 septembre 2010)
21. ↑  Vases diatrètes, Corning Museum of Glass.
22. ↑  Coupe diatrète, Corning Museum of Glass.
23. ↑  Antikes Glas, Axel von Saldern, p. 398
24. ↑  Michael Klein / Dunja Zobel-Klein: « Die Dionysos-Flasche von Hohensülzen und die Lynkeus-Werkstatt » (Römische Glaskunst und Wandmalerei, Mainz, Philipp von Zabern, 1999) : « Un total de six verres de deux sarcophages ont été récupérés de la découverte de Hohen-Sülzen en 1869, y compris le verre diatrète, peut-être le verre le plus précieux jamais conservé par le musée. Malheureusement, un seul des six verres fait aujourd'hui partie de la collection du Landesmuseum Mainz : la bouteille Dionysos. Tous les autres verres de cette précieuse trouvaille ont été perdus depuis la guerre. Cela est d'autant plus tragique que des collections particulièrement précieuses de l'établissement - dont le verre diatrète et la bouteille Dionysos de Hohen-Sülzen - ont été transférées à Erbach dans l'Odenwald en octobre 1939. Lors d'un examen des stocks externalisés en septembre 1943, les deux verres étaient toujours disponibles. Lorsque les œuvres ont été restituées au musée de Mayence via le point de collecte central de Wiesbaden après la guerre - elles ont été remballées et stockées temporairement là-bas - le verre diatrète n'était plus disponible. L'emplacement du verre diatrète est aujourd'hui inconnu. Ainsi, seule la bouteille Dinonysos est revenue à Mayence. »